# Aleja Władysława Sikorskiego w Lublinie
Aleja Władysława Sikorskiego w Lublinie – ulica w Lublinie, w zachodniej części miasta łącząca rondo im. Honorowych Krwiodawców (będące północnym wylotem) z aleją Solidarności z Czechowem.
Stanowi granicę dzielnic Sławinek i Wieniawa. Na całej swojej długości do 9 grudnia 2016 r. była częścią drogi krajowej nr 19. Od tego czasu jest drogą wojewódzką. Ulica jest dwujezdniowa. W pobliżu skrzyżowania z ul. ks. Jerzego Popiełuszki znajduje się kładka dla pieszych. Aleja została oddana do użytku w 1993 roku, aby odciążyć ruch tranzytowy drogi krajowej nr 19 równoległej do niej ulicy Puławskiej. Nazwa ulicy poświęcona jest generałowi Władysławowi Sikorskiemu.